# Estación Villa Krause
Villa Krause es una estación ferroviaria ubicada en la ciudad del mismo nombre, Departamento Rawson, Provincia de San Juan, República Argentina.

## Servicios
En el año 2012, luego de su restauración, se Inauguró la Casa de la Cultura de Rawson la cual está disponible para recuperación de espacios y ámbitos culturales como artísticos. Esta obra ha sido declarada de interés público, histórico y cultural. 
Por otro lado y como parte de política de inclusión, es que se planeó agrupar a todos los sectores posible para así consolidar una red comunitaria cultural, que incluirá a Uniones Vecinales, Centros Culturales, Bibliotecas Populares y Centros de Jubilados.

## Historia
En el año 1885 fue inaugurada la Estación, por parte del Ferrocarril Buenos Aires al Pacífico, en el ramal de Mendoza hasta la estación San Juan.